# Д’Орсе, Альфред

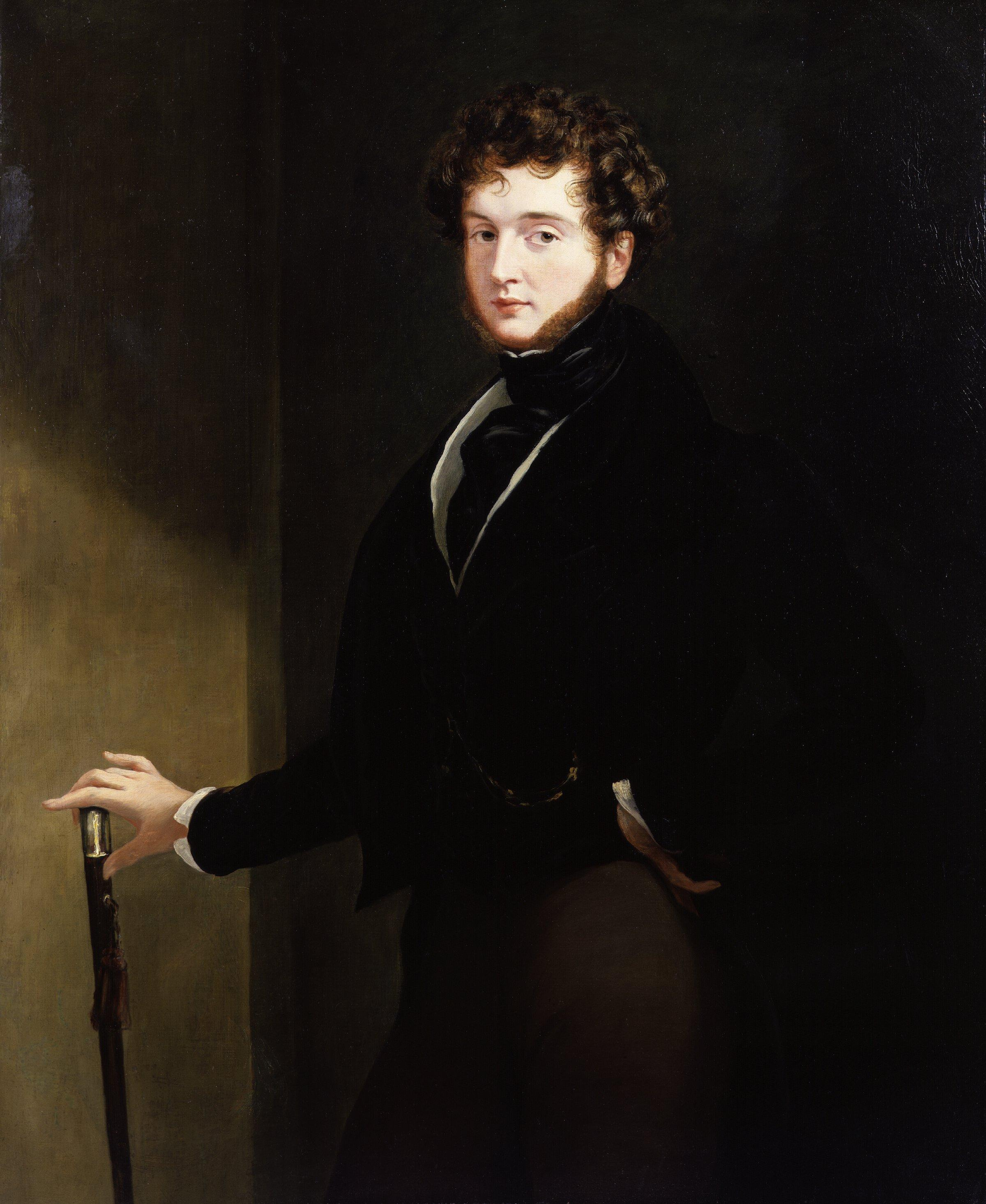
Альфред Гийом Габриэль, граф д’Орсе, Джордж Хейтер

Альфред Гийом Габриэль Гримод д’Орсе, граф д’Орсе (4 сентября 1801 — 4 августа 1852) — французский художник-любитель, денди и законодатель моды начала-середины XIX века.

## Биография
Родился в Париже, был вторым сыном Альбера Гаспара Гримо, графа д’Орсе, бонапартистского генерала. Его матерью была баронесса Элеонора фон Франкемон, внебрачная дочь герцога Вюртембергского и итальянской авантюристки Анны Франки. Его старший брат умер в младенчестве.
В 1821 году он поступил во французскую армию восстановленной монархии Бурбонов (вопреки своим собственным бонапартистским тенденциям), присутствовал на пышной коронации Георга IV в Лондоне в том же году (оставаясь до 1822 года) и служил гвардейцем корпуса Людовика XVIII. Находясь в Лондоне, он завязал знакомство с Чарльзом Гардинером, 1-м графом Блессингтоном, и Маргаритой, графиней Блессингтон, которое быстро переросло в близость. Биографы предполагают, что либо у графини и д’Орсе был роман, либо увлечение было исключительно между графом и д’Орсе. Хотя современники отмечали женоподобность молодого человека, доказательства их связи неубедительны.
В следующем году пара посетила д’Орсе в Валансе на Роне, и по приглашению графа он сопровождал группу в их путешествии по Италии.

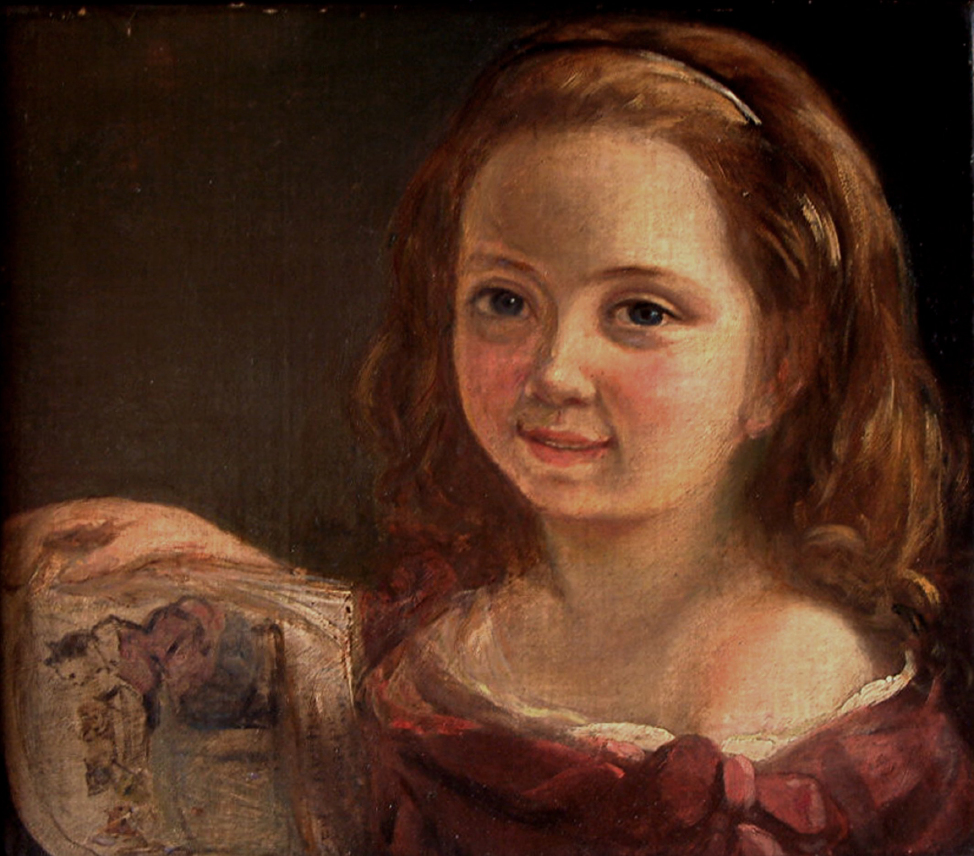
Портрет дочери лорда Байрона, Ады, которая впоследствии стала известна как математик Ада Лавлейс, кисти д’Орсе.

Весной 1823 года он встретил лорда Байрона в Генуе, и опубликованная в этот период переписка поэта содержит многочисленные упоминания о дарах и достижениях д’Орсе, а также о его своеобразном отношении к семье Блессингтонов. Дневник, который д’Орсе вёл во время своего визита в Лондон в 1821—1822 годах, был представлен Байрону и получил его высокую оценку за знание людей и манер, а также за проявленную им острую наблюдательность.
1 декабря 1827 года граф д’Орсе женился на леди Харриет Гардинер, пятнадцатилетней девушке, дочери лорда Блессингтона от его предыдущей жены. Этот союз, хотя и сделал его связь с семьей Блессингтонов менее явно двусмысленной, чем раньше, в других отношениях был несчастливым, и в 1838 году был оформлен развод, в котором леди Харриет заплатила более 100 000 фунтов стерлингов его кредиторам (хотя даже это не покрыло всех его долгов) в обмен на отказ д’Орсе от претензий на поместье Блессингтон.

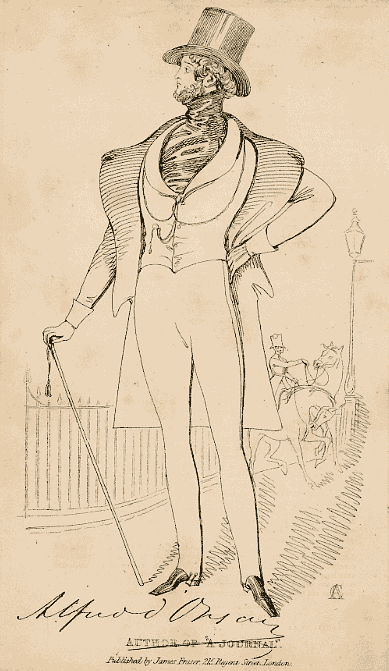
Изображение д’Орсе, опубликованное Джеймсом Фрейзером.

После смерти лорда Блессингтона, произошедшей в 1829 году, овдовевшая графиня вернулась в Англию в сопровождении д’Орсе, и её дом, сначала на Симор-Плейс, затем в Гор-хаусе (англ.), вскоре стал курортом модного литературно-художественного общества Лондона, который одинаково привлекал и хозяина, и хозяйку. Очаровательные манеры графа, блестящий ум и художественные способности сопровождались доброжелательными нравственными качествами, которые нравились всем его сподвижникам. Его мастерство художника и скульптора проявилось в многочисленных портретах и статуэтках, изображающих его друзей, которые были отмечены большой силой и правдивостью, хотя и несли печать несовершенства, которое можно преодолеть только упорной практикой.
Именно в Гор-хаусе д’Орсе познакомился с Бенджамином Дизраэли и Эдвардом Бульвер-Литтоном, модными молодыми людьми, которые баловались искусством. Д’Орсе и Дизраэли были хорошими друзьями в 1830-х годах — до такой степени, что Дизраэли попросил д’Орсе быть его секундантом, когда собрался драться на дуэли с Морганом О’Коннеллом, сыном ирландского агитатора Дэниела О’Коннелла. Д’Орсе отказался на том основании, что он иностранец, и Дизраэли отправился с Генри Бейли, общим другом. Образ графа Алкивиада де Мирабель в романе Дизраэли «Генриетта Темпл» был создан по образу д’Орсе, которому была посвящена книга.

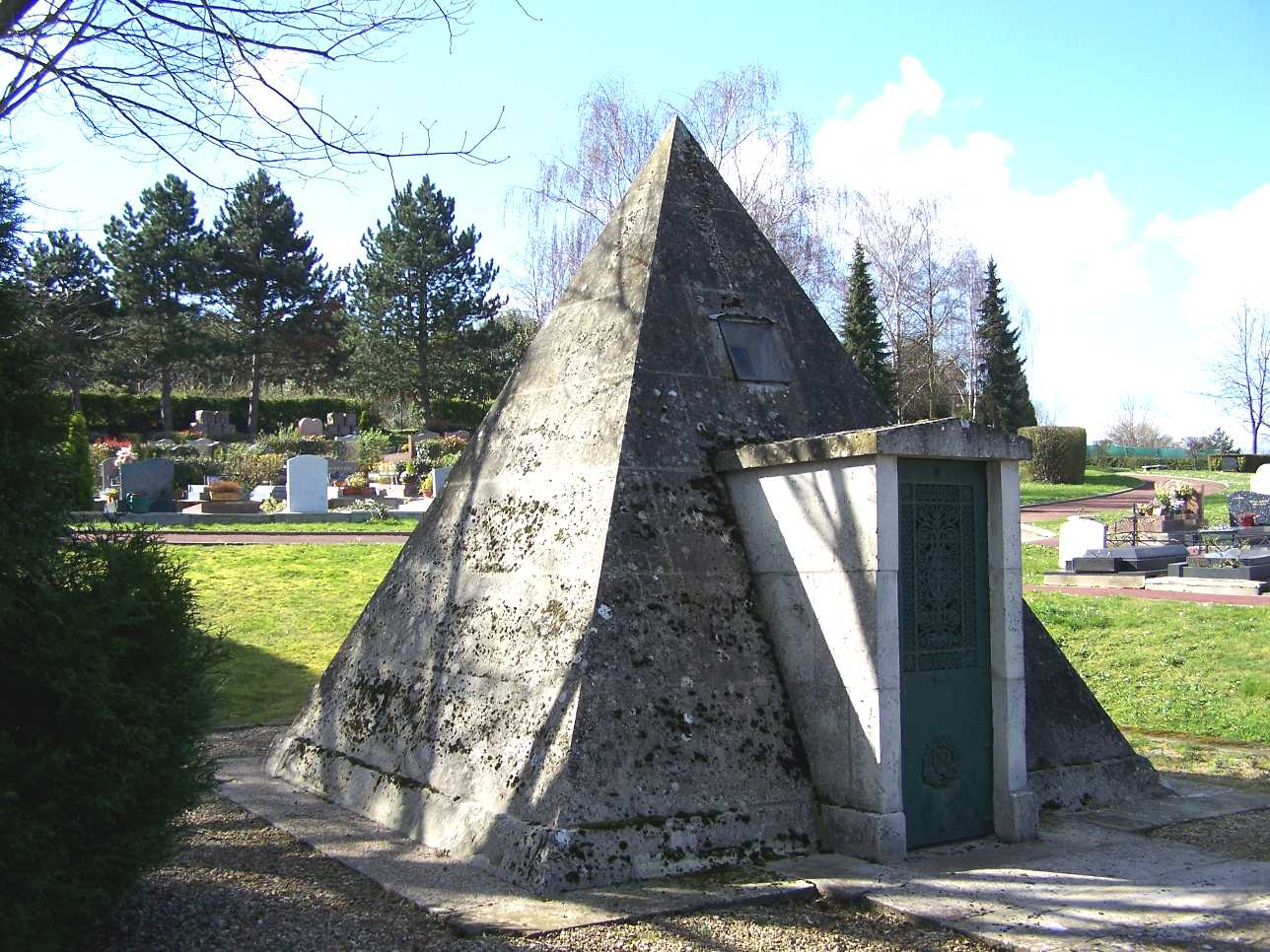
Пирамидальная гробница графа и Маргариты в Шамбурси (Ивелин, Франция)

Граф д’Орсе с юности был ревностным бонапартистом, и одним из самых частых гостей в Гор-хаус был принц Луи-Наполеон Бонапарт. В 1849 году граф разорился, заведение в Гор-хаусе распалось, и он уехал в Париж. Леди Блессингтон продала почти всё своё имущество и последовала за ним, но умерла через несколько недель после прибытия, оставив его убитым горем. Он пытался прокормиться написанием портретов. Он был глубоко внимателен к советам принца-президента (который также вернулся в Париж из изгнания и был избран президентом за год до прибытия д’Орсе), но отношения между ними стали менее сердечными после государственного переворота Луи-Наполеона 1851 года, чему граф выразил резкое неодобрение.
Не желая доверять д’Орсе какие-либо государственные дела, принц-президент Луи-Наполеон наконец предложил ему должность надзирателя Школы изящных искусств. Однако в течение нескольких месяцев после назначения д’Орсе заразился инфекцией позвоночника, от которой умер 4 августа 1852 года в доме своей сестры Иды, герцогини де Грамон, в Шамбурси (англ.), всего через несколько дней после официального объявления о назначении. Он спроектировал пирамидальную гробницу из серого камня для леди Блессингтон в Шамбурси, и сам был в ней похоронен. Среди скорбящих на похоронах присутствовал будущий император Наполеон III.

## Культурные отсылки

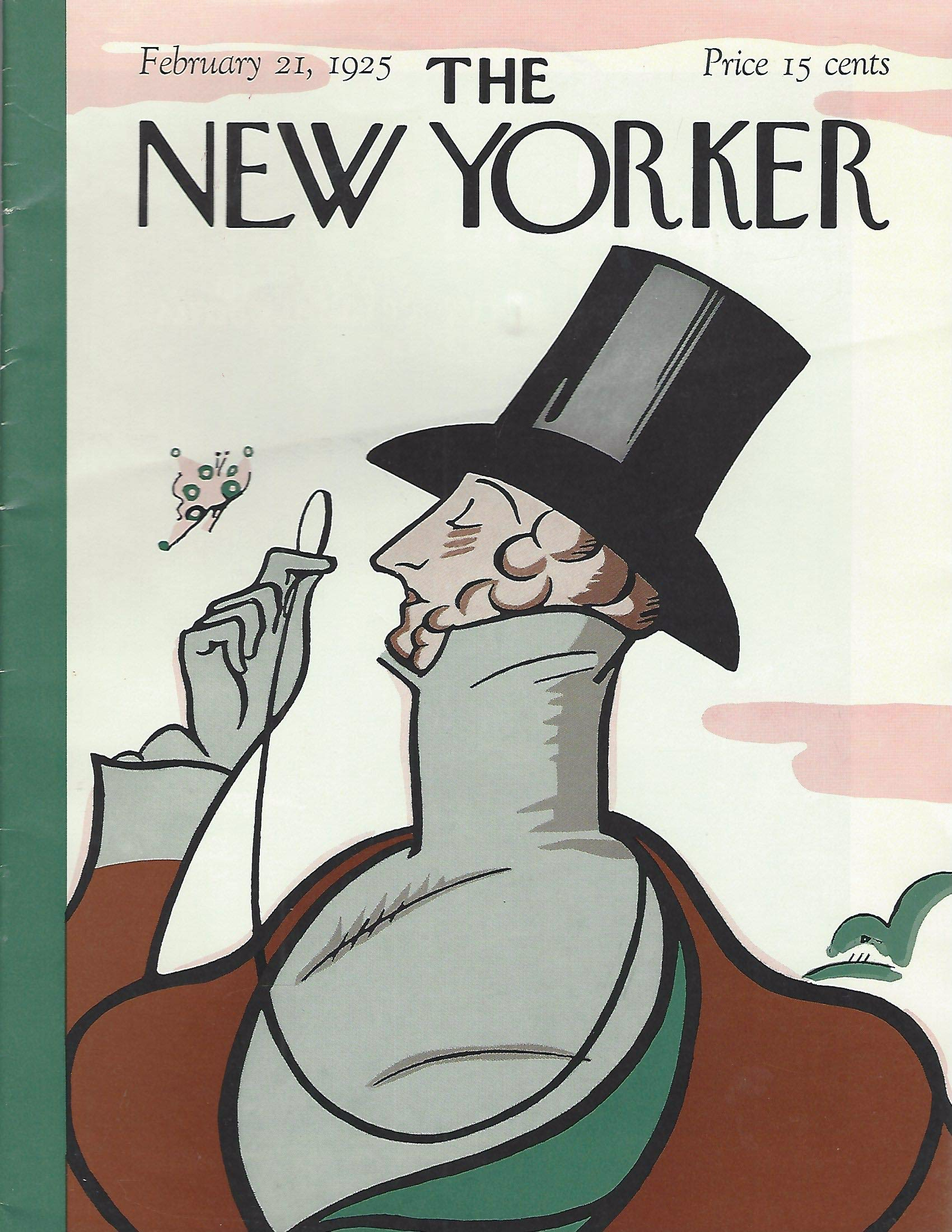
Обложка первого выпуска с денди Юстасом Тилли, прототипом Альфреда д’Орсе

- Альфред д’Орсе послужил прототипом для бальзаковского героя-денди Анри де Марсе (Бальзак сохранил фонетическое созвучие имен)[11].
- Юстас Тилли, талисман журнала The New Yorker, был основан на портрете Д’Орсе авторства Джеймса Фрэзера, интерпретированном художником-карикатуристом и арт-директором Ри Ирвином[12].

## Архивы
- Его переписка с Дизраэли и его женой, а также его письма лорду Личфилду хранятся в Бодлианской библиотеке в Оксфорде.
- 25 писем д’Орсе Чарльзу Стюарту, 3-му маркизу Лондондерри (датированные 1851 г.), касающиеся публикации во Франции газетных статей, касающихся Абд-эль-Кадира и французской политики и литературной жизни в целом, хранятся в архиве графства Дарем по адресу Ref No. D/Lo/C 74.
- Его письма Бульвер-Литтону хранятся в Хартфордширском центре архивов и краеведения в Хартфорде.